# Funk-Stunde Berlin

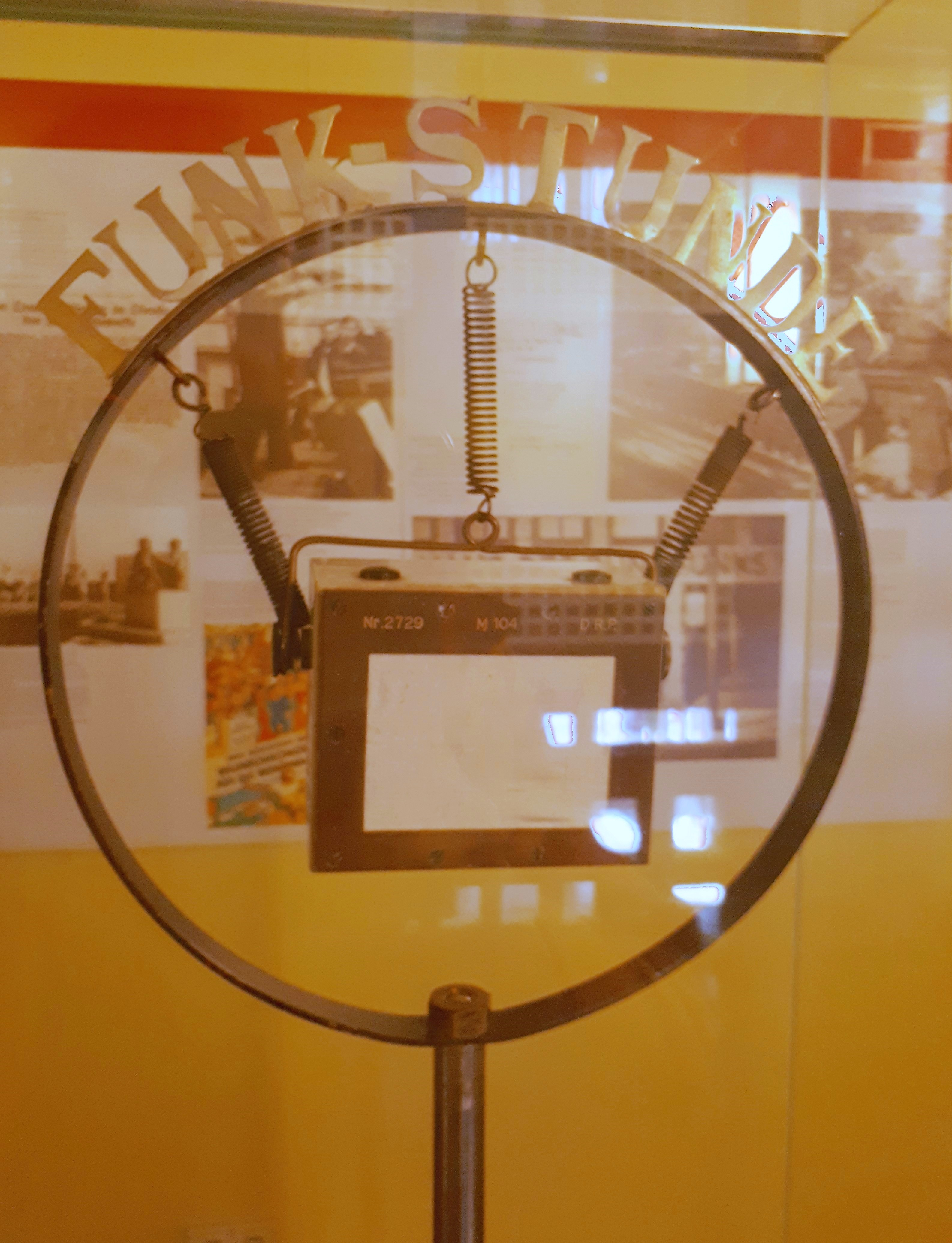
Historisches Mikrofon der Funk-Stunde im Haus des Rundfunks

Die Funk-Stunde AG Berlin war der erste Rundfunksender in Deutschland. Der Sender wurde von der gleichnamigen Rundfunkgesellschaft betrieben und strahlte von Berlin aus sein Hörfunkprogramm im damaligen „Norddeutschen Sendebezirk“ aus. Sitz der Gesellschaft war das Vox-Haus, da neben der Reichspost die Vox Schallplatten- und Sprechmaschinen-AG an dem Sender beteiligt war.

## Geschichte
Die Funk-Stunde Berlin geht auf die von Ernst Ludwig Voss, einem ehemaligen Legationsrat im Auswärtigen Amt, gegründete Deutsche Stunde (Gesellschaft für drahtlose Belehrung und Unterhaltung mbH) zurück. Mit der ersten Rundfunkübertragung in Deutschland nahm sie am 29. Oktober 1923 um acht Uhr abends den Sendebetrieb auf mit den Worten:

„Achtung, Achtung! Hier ist die Sendestelle Berlin im Voxhaus auf Welle 400 Meter. Meine Damen und Herren, wir machen Ihnen davon Mitteilung, dass am heutigen Tage der Unterhaltungsrundfunkdienst mit Verbreitung von Musikvorführungen auf drahtlos-telefonischem Wege beginnt. Die Benutzung ist genehmigungspflichtig.“

Das erste ausgestrahlte Musikstück war ein aus der Dachkammer des Aufnahmehauses live übertragenes Cello-Solo mit Klavierbegleitung, das „Andantino im Stil von Martini“ von Fritz Kreisler, gespielt von Otto Urack und Fritz Goldschmidt (1886–1935). Der Sender hatte seine ersten Sende- und Aufnahmeräume im Vox-Haus nahe dem Potsdamer Platz. Die Funk-Stunde hatte bereits ein halbes Jahr später 100.000 Hörer und existierte bis zur Umwandlung in den „Reichssender Berlin“ 1934. Am 10. Dezember 1923, sechs Wochen nach Sendestart, wurde als Nachfolgerin der „Deutschen Stunde“ die „Radio-Stunde AG“ gegründet. Mit dieser Gesellschaft, die 1924 unter dem Namen „Funk-Stunde AG“ ins Handelsregister eingetragen wurde, begann die Gründungsphase der regionalen Sendegesellschaften in Deutschland.
Am 18. Januar 1924 wurde zum ersten Mal der Versuch unternommen, ein ganzes Werk im Theater aufzunehmen, auf den Sender im Vox-Haus zu übertragen und dadurch drahtlos zu verbreiten. Das Telegraphentechnische Reichsamt übernahm die technische Leitung. Gegeben wurde Franz Lehárs Frasquita unter Leitung des Komponisten im Thalia-Theater. Es wurde ein einziges Mikrofon verwendet, ein Tischdiktiermikrofon, das über dem zweiten Parkett unterhalb des ersten Ranges aufgehängt war. In der Fremdenloge war die Verstärkeranordnung untergebracht. Der Versuch gelang zwar nicht völlig, einen restlosen Genuss werden die Hörer wohl kaum gehabt haben, aber der Weg zur Opernübertragung war nun eingeschlagen. Auch wenn es noch fast ein Jahr dauern sollte, bis es zur ersten wirklichen Opernübertragung kam. Doch am 8. Oktober 1924 wurde die Zauberflöte aus der Staatsoper Berlin übertragen.
Die Londoner Times ordnete im Oktober 1927 die Entstehung der Funk-Stunde in die politischen Verhältnisse der Weimarer Republik ein:

„Die erste deutsche Rundfunkgesellschaft, die Berliner Funk Stunde A.G., wurde im Oktober 1923, in Zeiten größter Geldinflation und sozialer Unruhen gegründet. Die Kosten der ersten Rundfunklizenzen lagen bei 60 Goldmark oder 780 Milliarden der damals aktuellen Landeswährung; diese Zahlen geben einen guten Einblick in die Verhältnisse der Zeit. Dennoch fanden sich bis zum Ende des Jahres über Tausend Optimisten, die bereit waren, diese enormen Summen für das Privileg auszugeben, die ersten deutschen Rundfunkprogramme zu hören. Nach der Stabilisierung der Währung sank die Gebühr auf 24 Goldmark pro Jahr, umgerechnet 1 £ 4 Schillinge, wo sie bis heute steht. In Deutschland gibt es jetzt fast zwei Millionen Radioabonnenten.“

Der Sender konnte im sogenannten „Norddeutschen Sendebezirk“ empfangen werden. Dieser umfasste 1924 die Oberpostdirektionsbezirke Berlin, Potsdam sowie jeweils zur Hälfte die Oberpostdirektionsbezirke Stettin, Schwerin, Magdeburg, Frankfurt (Oder), d. h. teilweise die Länder Mecklenburg-Schwerin, Mecklenburg-Strelitz und Preußen. Ab 1929 umfasste der Sendebereich die Oberpostdirektionsbezirke Berlin, Potsdam, Stettin, Frankfurt (Oder) und zur Hälfte Magdeburg, d. h. Teile des Freistaates Preußen. Im Sendegebiet lebten 1924 fast 9,2 Millionen und 1929 rund 8,8 Millionen Menschen.
Der erste Vorstand bestand aus Friedrich Georg Knöpfke, Wilhelm Wagner und Theodor Weldert. Knöpfke war von 1924 bis 1933 durchgehend Direktor der Funkstunde-AG. Der erste Aufsichtsratsvorsitzende war von 1924 bis 1927 Kurt Magnus. Intendant der Funk-Stunde wurde 1927 der Wiesbadener Theaterintendant Carl Hagemann, der sich Anfang 1929 wegen inhaltlicher Differenzen wieder aus der Stellung zurückzog.
Trägerin des Senders war ab 1926 die Reichs-Rundfunk-Gesellschaft (RRG). Im Februar 1926 trat die Deutsche Reichspost der RRG bei und übernahm 51 Prozent der Gesellschaftsanteile der RRG. Damit lagen Verwaltung und Wirtschaft des deutschen Rundfunks insgesamt und damit auch der Funk-Stunde Berlin in den Händen des Reichspostministeriums. Am 1. Juni 1926 wurde der bisherige Staatssekretär im Reichspostministerium, Hans Bredow, zum Rundfunkkommissar des Reichspostministers und Vorsitzenden des Verwaltungsrats der RRG bestellt. Hans Bredow war von 1927 bis 1933 zugleich auch Aufsichtsratsvorsitzender der Funk-Stunde.
Am 22. August 1926 wurde dem Sender ein politischer Überwachungsausschuss und am 14. Februar 1927 ein politischer Kulturbeirat beigegeben, die auch mit dem Mittel der Zensur auf Unparteilichkeit und Ausgewogenheit des Programms achten sollten. Mitglieder des Überwachungsausschusses waren von 1926 bis 1933 Ernst Heilmann, Oswald Riedel und Erich Scholz. Vorsitzender des Kulturbeirates war von 1927 bis 1933 Wilhelm Waetzoldt. Weitere Mitglieder des Kulturbeirates waren Heinrich Schulz, als Vertreter der Reichsregierung und Richard Hofmann als Vertreter der preußischen Regierung.
Die ersten Dirigenten des Funk-Orchesters der Funk-Stunde Berlin waren Wilhelm Buschkötter (bis 1926), Bruno Seidler-Winkler (1926 bis September 1932) und Eugen Jochum (1932–1934). Zum Nachfolger Carl Hagemanns als Intendant der Funk-Stunde wurde im Juni 1929 nach einem monatelangen Auswahlprozess, in dessen Verlauf auch Kurt Weill als Rundfunkintendant im Gespräch war, der Frankfurter Rundfunkmacher Hans Flesch berufen, der für seine Hörspiele bekannt war. Unter Flesch wurden bei der Funk-Stunde ab 1929 eine Reihe ernstzunehmender Hörspielproduktionen verwirklicht. Leiter der literarischen Abteilung der Funk-Stunde war ab 1929 Edlef Köppen, der seit 1925 für den Sender tätig war und mehrere dieser Hörspiele inszenierte. Sein von der NS-Führung eingesetzter Nachfolger wurde im Juni 1933 Arnolt Bronnen.

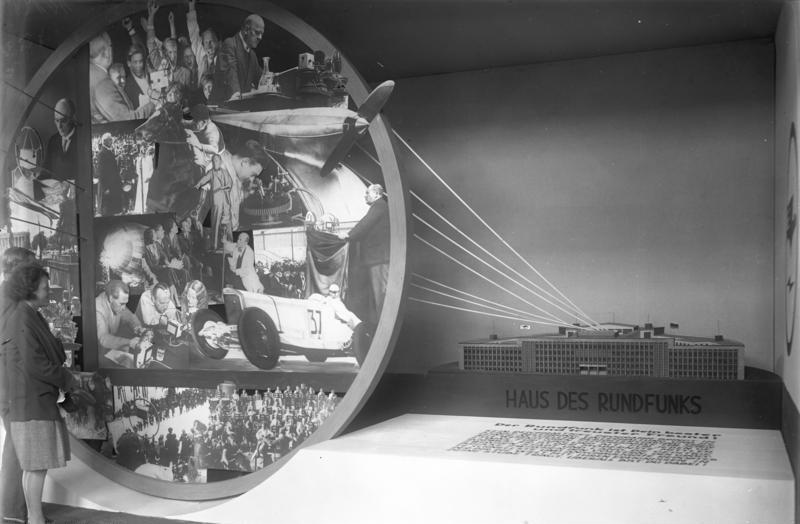
Funkausstellung am Kaiserdamm in Berlin mit dem Stand des Berliner Rundfunks als Überblick über die aktuellen Sendungen der Berliner Funk-Stunde, 1931

Ab 1931 sendete die Funk-Stunde Berlin aus dem Haus des Rundfunks. Im Oktober 1932 wurde anstelle des entlassenen Hans Flesch der überzeugte Nationalsozialist Richard Kolb, NSDAP- und SA-Mitglied der ersten Stunde, zum Sendeleiter berufen. Die nationalsozialistische Programmzeitschrift Der Deutsche Sender lobte Kolbs Umbau des Senders in ihrer Ausgabe vom 26. Februar 1933:

„Überhaupt ist heute die Berliner Funkstunde unter ihrem stellvertretenden Intendanten Richard Kolb vorbildlich für die Programmgestaltung des Rundfunks in dem Deutschland der nationalen Erneuerung. Wir verweisen nur auf die aktuellen Vorträge dieser und der kommenden Woche, in denen die zeitgeschichtliche Problematik Deutschlands und die geschichtliche Mission Adolf Hitlers und der anderen Führer der Reichsregierung behandelt werden. Der sozialistische Volksfunk beschimpft in hämischer Weise Kolb. Das beweist, daß Kolb auf dem rechten Weg ist, den Rundfunk zu seinen richtungweisenden Aufgaben im nationalen Deutschland emporzuführen.“

Mit Wirkung zum 1. Januar 1933 wurde der Sender in eine GmbH umgewandelt. 1934 folgte die Liquidation der GmbH und die Funk-Stunde wurde in Reichssender Berlin umbenannt. Zahlreiche Mitarbeiter wurden 1933 entlassen oder erhielten Berufsverbot, darunter prominente Radiopioniere wie Alfred Braun, Hans Bredow, Hermann Kasack, Friedrich Georg Knöpfke, Edlef Köppen, Kurt Magnus, Franz Mariaux und Gerhart Pohl. Der Reichssender Berlin blieb bis Kriegsende Anfang Mai 1945 auf Sendung.

## Persönlichkeiten

### Vorstand und Aufsichtsrat
- Hans Bredow (Aufsichtsratsvorsitzender)
- Hans Flesch (Vorstandsmitglied)
- Friedrich Georg Knöpfke (der erste Direktor der FST Berlin, zuständig für kaufmännische und künstlerische Angelegenheiten)
- Carl Hagemann (Vorstandsmitglied)
- Kurt Magnus (der erste Aufsichtsratsvorsitzende der FST Berlin)
- Wilhelm Wagner (Direktor, zuständig für technische Angelegenheiten)
- Theodor Weldert (Direktor, zuständig für Presse-Angelegenheiten und für Vorträge belehrender und unterhaltender Art)

### Moderation
- Karl Block (Sprecher, Nebensender Stettin)
- Hans Bollmann (Sportschau des Monats)
- Walter Ehlers (Vortragsansager)
- Eduard Heilfroh (Rechtsfragen des Tages)
- Georg Henning (Sportansager)
- Max Heye
- Julius Jaenisch (Nachrichtenansager)
- Hermann Kasack (Sprecher für Schauspiel und literarische Angelegenheiten)
- Karlernst Knatz (Stunde mit Büchern)
- Walter Krutsche (Nachrichtenansager)
- Leonard Langheinrich-Anthos (Stunde mit Büchern)
- Guido Matschenz (Viertelstunde für den Landwirt)
- Franz Mariaux (Leiter der Abteilung „Zeitfunk und Sport“)
- Edmund Nebermann (Schachstunde)
- Gerhart Pohl (Sprecher in Sendungen zu Kunst und Literatur)
- Wolfgang Pohl (Sozialpolitische Umschau)
- Jakob Elias Poritzky
- Carl Wessel (Nachrichtenansager)

### Musik und Hörspiele
- Maximilian Albrecht (Leiter des Funkchors)
- Hans von Benda (Leiter der Konzertabteilung)
- Maurits van den Berg (Konzertmeister)
- Julius Berger (Konzertmeister)
- Max Bing (Regisseur in der Schauspielabteilung)
- Alfred Braun (Leiter der Schauspielabteilung)
- Arnolt Bronnen (Dramaturg in der Schauspielabteilung)
- Cornelis Bronsgeest (Leiter der Abteilung Oper und Operette)
- Alexander Ecklebe (Korrepetitor)
- Walter Gronostay (Mechanische Musik, Unterhaltungsmusik)
- Olaf Walter Grunwaldsen (Konzertmeister)
- Edlef Köppen (Leiter der literarischen Abteilung)
- Hugo Rüdel (Leiter des Funkchors)
- Bruno Seidler-Winkler (1. Dirigent der Funk-Stunde)
- Franz von Szpanowski (Konzertmeister)
- Otto Urack (Kapellmeister)
- Karl Wiener (Musik der Gegenwart)
- Peter Uschmann (Konzertmeister)